# Guillaume-Alexandre de Mehegan
Guillaume-Alexandre de Mehegan, né en 1711 ou 1721 à Lasalle et mort le 23 janvier 1766 à Paris, est un homme de lettres français.
D’une famille originaire d’Irlande, Mehegan se consacra de bonne heure aux lettres et fit paraître, en 1752, un ouvrage intitulé : l’Origine des Guèbres, ou la Religion naturelle mise en action. En 1755, il donna des Considérations sur les révolutions des Arts et un petit volume de Pièces fugitives en vers.
L’année d’après, il publia les Mémoires de la Marquise de Terville et les Lettres d’Aspasie, in-12.
Il donna, en 1759, l’Origine, ses progrès et la décadence de l’Idolatrie, in-12. L’année de sa mort, il donna un Tableau de l’Histoire moderne, imprimé en 5 vol., in-12.
Il a également collaboré au Journal encyclopédique de Rousseau de Toulouse.
On lui attribue Zoroastre, histoire traduite du Chaldéen, ouvrage paru anonymement à Berlin, "À l'Enseigne du Roi Philosophe", en 1751.

## Sources
- Louis-Mayeul Chaudon, Nouveau Dictionnaire historique, t. 6, Caen, Leroy ; Lyon, Bruyset, 1789, p. 144-5.